# Vicente Gil
Vicente Gil (* 26. Januar 1956 in Torrevieja, Alicante, Comunitat Valenciana, Spanien) ist ein spanischer Schauspieler.

## Leben
Mit 13 Jahren hatte er einen ersten Filmauftritt. Ab den 1980er Jahren war er regelmäßig in meist spanischen Filmproduktionen vertreten. Er agierte auch am Theater und im TV.

## Auszeichnungen
- 2002 erhielt er beim Ourense Film Festival eine Nominierung als bester Schauspieler in dem Film "Nos hacemos falta (Tilt)" (2001)[2].
- 1996 Bester Schauspieler beim Festival de Girona für “Ella está enfadada...”

## Filmografie (Auswahl)
- 2012 Fenix 11,23
- 2012 Kubala, Moreno i Manchon
- 2011 Aguila Roja
- 2011 Punta Escarlata
- 2011 Crematorio-Im Fegefeuer der Korruption
- 2011 Hospital Central
- 2010 Radio Taxi
- 2009 Rodilla: Cromos para ajustar cuentas con la infancia
- 2008 Herois quotidians
- 2007 Canciones de amor en Lolita Club
- 2007 Ventdelpla
- 2007 REC
- 2006 Yo soy Bea
- 2005 Hot Milk
- 2005 Le meilleur commerce du monde
- 2005 El comisario
- 2004 Trauma
- 2004 Dance-Der Traum vom Ruhm
- 2004 Rojo sangre
- 2003 Lo mejor que le puede pasar a un crusan
- 2003 Jugar a matar
- 2003 Soldados de Salamina
- 2002 La Casita Blanca. La ciudad oculta
- 2002 El robo mas grande jamas contado
- 2002 Lysistrata
- 2002 El embrujo de Shanghai
- 2001 Nos hacemos falta (Tilt)
- 2001 Plats bruts
- 2001 Moncloa digame
- 2000 Pastel de platano
- 1999 La ciudad de los prodigios
- 1998 Em dic Sara
- 1997 La saga de los Clark
- 1997 Libre indirecto
- 1996 Susanna
- 1996 Escenes d una orgia a Formentera
- 1996 Adios, tiburon
- 1996 Crack!
- 1995 Secrets de Familia
- 1994 Souvenir
- 1994 Una chica ente un Millon
- 1993 El hombre de cristal
- 1992 La femme et le pantin
- 1991 Club Super 3
- 1991 Perfidia
- 1991 Mnila
- 1990 Rateta, Rateta
- 1990 Peraustrinia 2004
- 1989 Estacion Central
- 1987 Im Augenblick der Angst
- 1987 Vida privada
- 1986 La Radio folla
- 1986 Lola
- 1985 Kiu i els seus amics
- 1985 Escrito en los cielos
- 1984 Ocupate de Amelia
- 1984 Gritos...a ritmo fuerte
- 1983 Asalto al Banco Central
- 1982 Ramon y Cajal
- 1978 Novela
- 1978 Curro Jimenez
- 1969 Erase una vez un Pajarillo